# Pustelnia Świętej Katarzyny (nad jeziorem Maggiore)
Pustelnia Świętej Katarzyny (wł. Eremo di Santa Caterina del Sasso, pełna nazwa Eremo di Santa Caterina del Sasso Ballaro, inne tłumaczenia nazw na język polski: Pustelnia Świętej Katarzyny na Skale, Pustelnia Świętej Katarzyny na Spadających Skałach) – klasztorny kompleks budowli, o różnej naturze i przeznaczeniu w momencie powstawania, wielokrotnie przebudowywany, położony w gminie Leggiuno, w prowincji Varese, w regionie Lombardii we Włoszech. Znajduje się u podnóża skalistego klifu na wschodnim brzegu Jeziora Maggiore.

## Wydarzenia historyczne
Początki budowy kompleksu zabudowań sięgają 1170 roku. Wówczas, podczas podróży na Jeziorze Maggiore, gwałtowna burza zaskoczyła Alberto Besozziego z Arolo, pochodzącego z bogatej mediolańskiej rodziny, ale chciwego lichwiarza i nieuczciwego handlarza. Przekonany, że jest skazany na zagładę, ogarnięty wielkim strachem, wezwał pomoc Bożą i obiecał zmienić swoje życie. W szczególności zwrócił się do Świętej Katarzyny Aleksandryjskiej (kult świętej był żywy na tych terenach dzięki wpływom powracających z wypraw krzyżowych). Gdy szczęśliwie ocalał i wylądował w małej zatoce w pobliżu Leggiuno ślubował Świętej Katarzynie Aleksandryjskiej, że resztę życia spędzi jako pustelnik i pozostanie w modlitwie i samotności w grocie na tym odcinku wybrzeża – założył Pustelnię i zbudował kaplicę gdzie modlił się do świętej. Po jego śmierci, w 1205 roku, został pochowany na miejscu i został uznany za błogosławionego przez okolicznych mieszkańców, kult ten nigdy nie został oficjalnie zatwierdzony. Jego szczątki spoczywają wewnątrz kościoła. Około 1250 roku na miejsce przybyli dominikanie aby pomóc coraz liczniejszym pielgrzymom odwiedzającym grób Alberta.
Kolejne szczęśliwe zdarzenie, za wstawiennictwem błogosławionych, uwolnienie okolic od stad wilków, spowodowało, że szlachta z Ispry, jako wotum, wybudowała kaplicę Santa Maria Nova. W 1310 roku mieszkańcy Intry zbudowali kościół św. Mikołaja (wł. San Nicolao). W 1379 roku dominikanie zostali zastąpieni przez pustelników z Sant’Agostino, po czym przybyli zakonnicy Sant'Ambrogio ad Nemus z Mediolanu. Około połowy XIV wieku trzy budynki połączono w jedno Sanktuarium, do którego dodano niewielki krużganek. Około roku 1640 miało miejsce niezwykłe wydarzenie, które zwiększyło sławę miejsca. Kilka głazów spadło ze ściany skalnej, przebijając sklepienie kaplicy Besozzi, zatrzymując się jednak w niewielkiej odległości od grobowca. Mimo to papież Urban VIII w 1643 roku wydał bullę, na mocy której klasztor został zamknięty, lecz od 1670 roku, dzięki karmelitom z Mantui, doszło do odrodzenia, a w 1770 roku Habsburgowie nakazali likwidację tego zakonu, ze względu na niewielką liczbę zakonników.
Kolejno, kompleks klasztorny został sprzedany parafii Leggiuno. W 1914 roku kompleks został uznany we Włoszech za zabytek narodowy. W 1970 roku kompleks został zakupiony przez prowincję Varese, która go odrestaurowała. Cudowne głazy usunięto w 1983 roku.
Od 1986 do 1996 roku kompleks klasztorny był zarządzany przez dominikanów, do 2018 roku przez oblatów benedyktynów, od wiosny 2019 roku kierownictwo religijne kompleksu klasztornego powierzono Bractwu Franciszkańskiemu z Betanii.

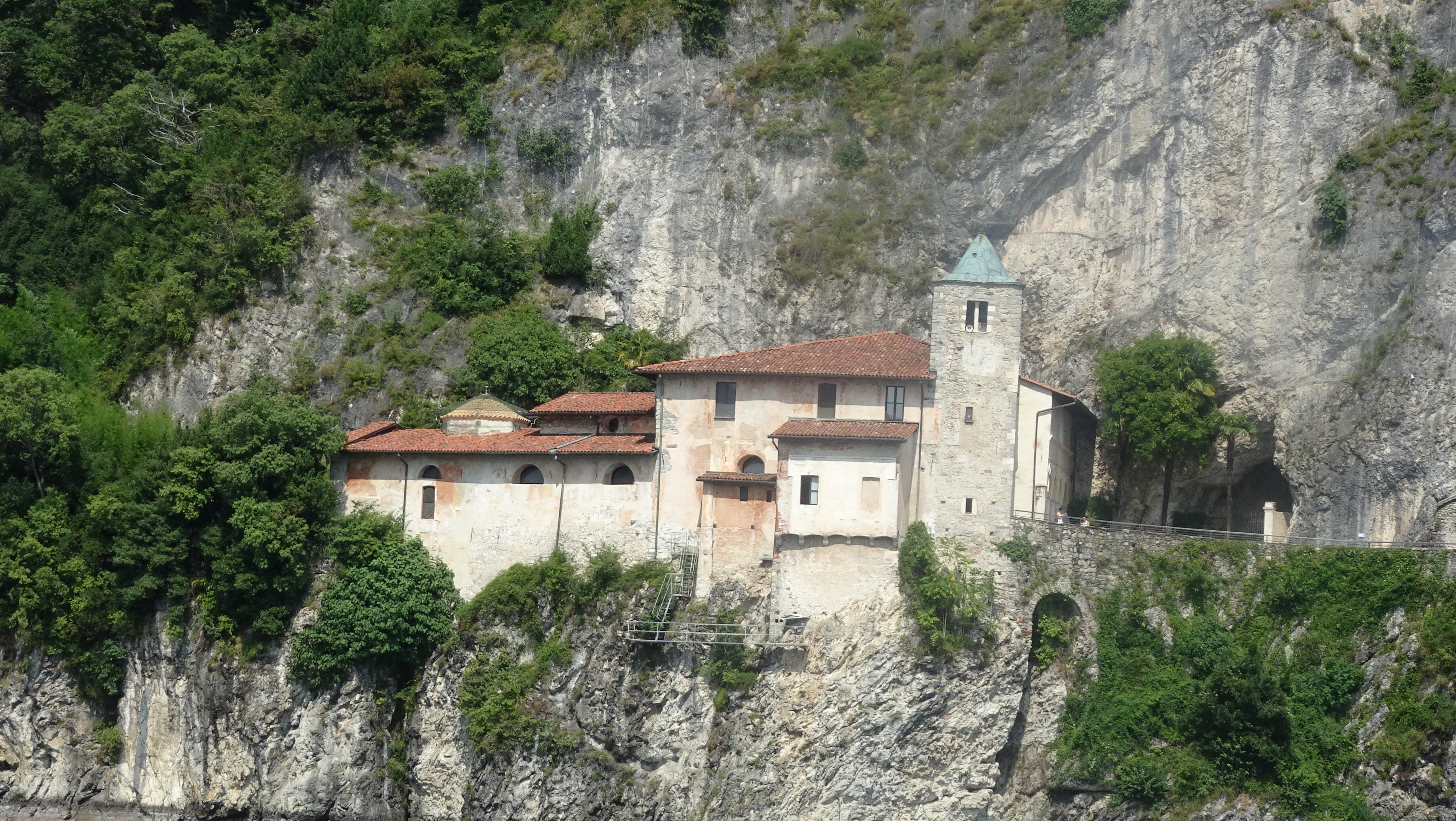
Pustelnia Świętej Katarzyny, kościół i dzwonnica
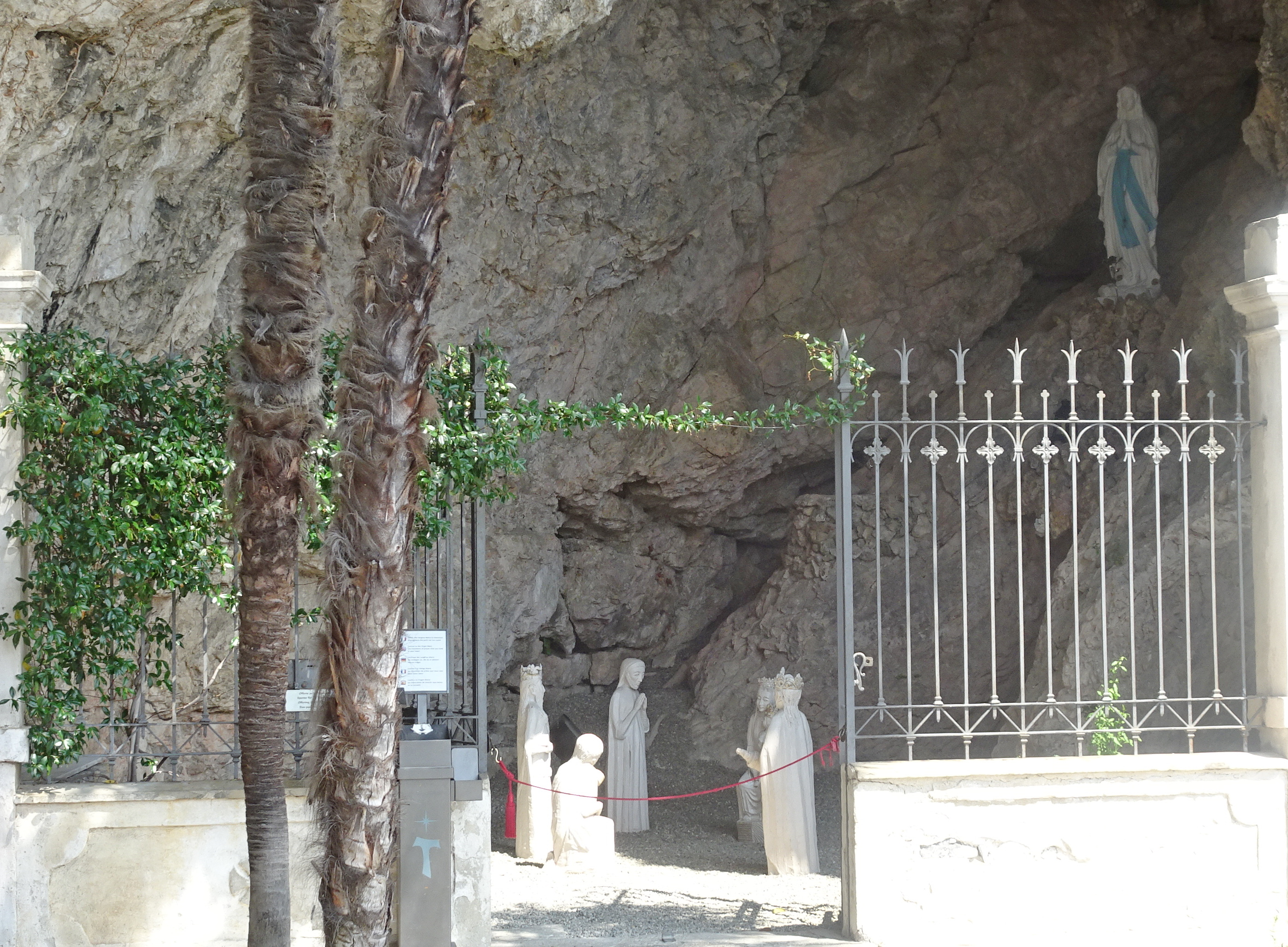
Grota – miejsce pobytu Alberta Besozziego, założyciela Pustelni
Dawna fotografia przedstawiająca głazy „cudownie zawieszone” w sklepieniu, obecnie usunięte
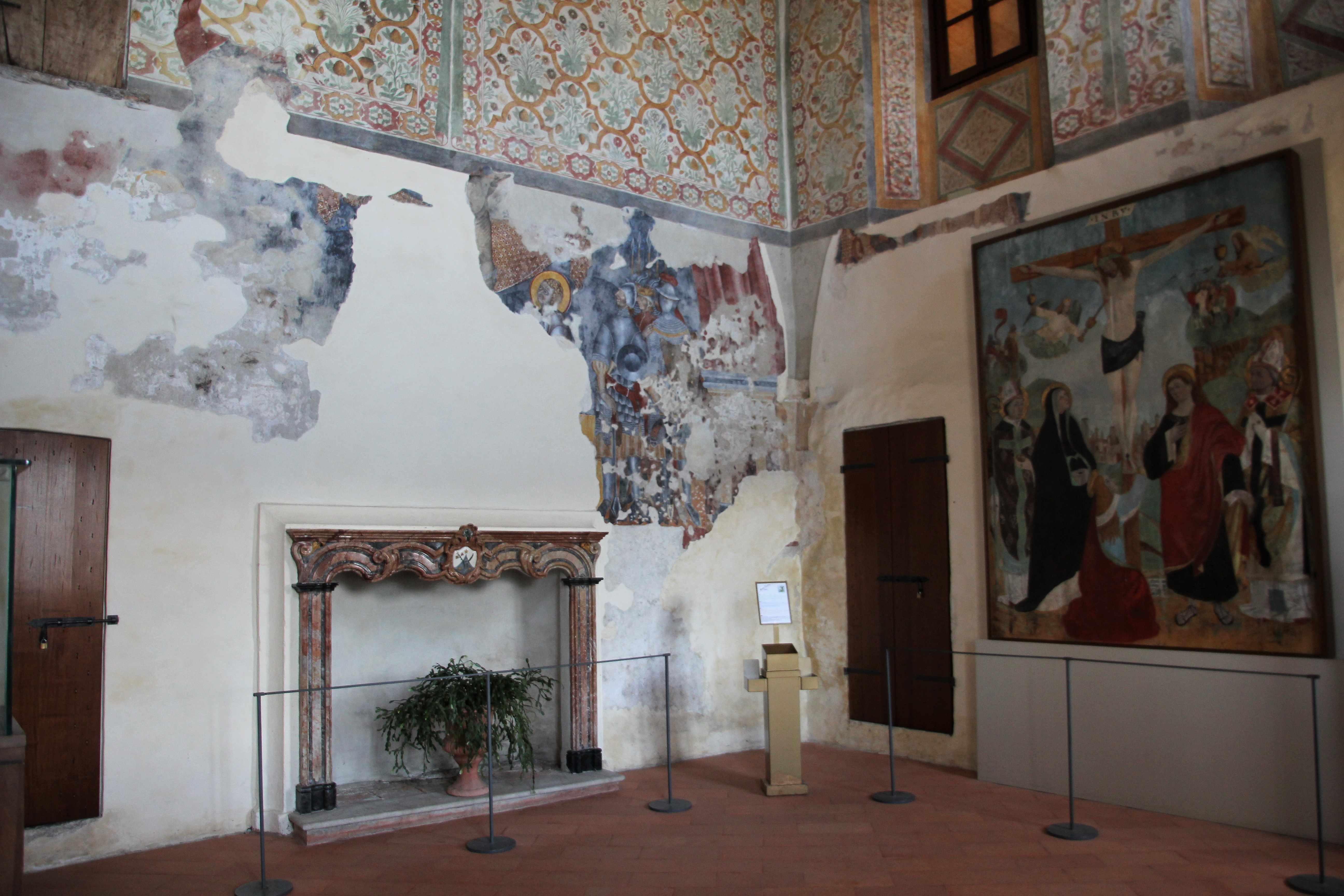
Sala kapitularza w klasztorze południowym

## Kompleks klasztorny

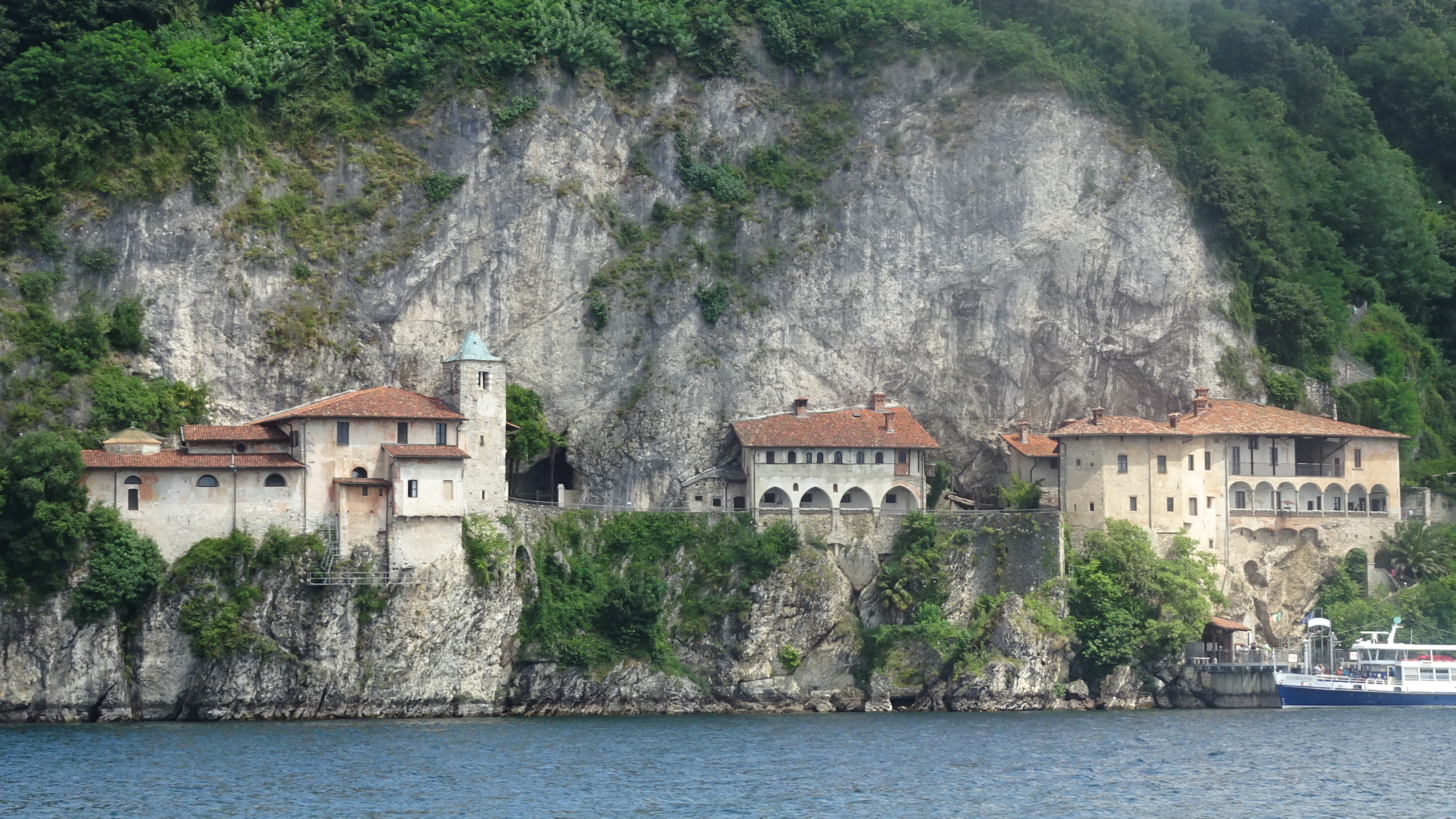
Pustelnia Świętej Katarzyny, budynki: od lewej nieregularna bryła kościoła, dzwonnica, conventino, klasztor południowy

Kompleks klasztorny obejmuje różne budynki:
- Klasztor południowy, dwukondygnacyjny budynek, zbudowany między końcem XIII a początkiem XIV wieku, ale poddawany renowacjom aż do XVII wieku. W wewnętrznym kapitularzu zachowały się freski z różnych okresów, w tym z XIV i XV wieku, a w refektarzu freski XVII-wieczne[8][4].
- Conventino lub „klasztor” z przełomu XIII i XIV w., budynek pośredni pomiędzy klasztorem południowym a kościołem, mieścił kuchnię, refektarz, a na piętrze cele, część pomieszczeń i sień; ma portyk, w którym znajdują się fragmenty fresków Tańca Śmierci z XVII w.[9]
- Kościół z kaplicami z różnych okresów.

### Kościół
Obecny kościół, zbudowany pod koniec XVI w., składa się z pięciu poprzednich, pierwotnie odrębnych, pomieszczeń, w tym czterech kaplic, z których trzy znajdują się odpowiednio w miejscu kościołów San Nicolao, Santa Caterina i Santa Maria Nova, natomiast szczególnie interesująca jest piąta kaplica która stanowi najstarszą część Pustelni Świętej Katarzyny (datowaną na 1195), do której w 1535 roku sprowadzono relikwie błogosławionego Alberta Besozziego. Relikwie są przechowywane w urnie, ukrytej w poduszce, zaś w szklanej gablocie znajduje się drewniana figura przedstawiająca szkielet błogosławionego.
Na ołtarzu głównym (wł. altare maggiore) znajduje się obraz z 1612 roku przedstawiający św. Katarzynę Aleksandryjską pomiędzy św. Mikołajem a pustelnikiem Albertem Besozzim. Obraz w ołtarzu oraz freski na sklepieniu ołtarza głównego są dziełem Giovanniego Battisty De Advocatis. W kaplicy poświęconej św. Katarzynie znajduje się drewniana figura świętej datowana na XVII w.

### Dzwonnica
Romańska dzwonnica z XIV wieku pierwotnie zbudowana jako dzwonnica kościoła Św. Mikołaja, z którym była bezpośrednio połączona drzwiami, które w późniejszym czasie zamurowano.

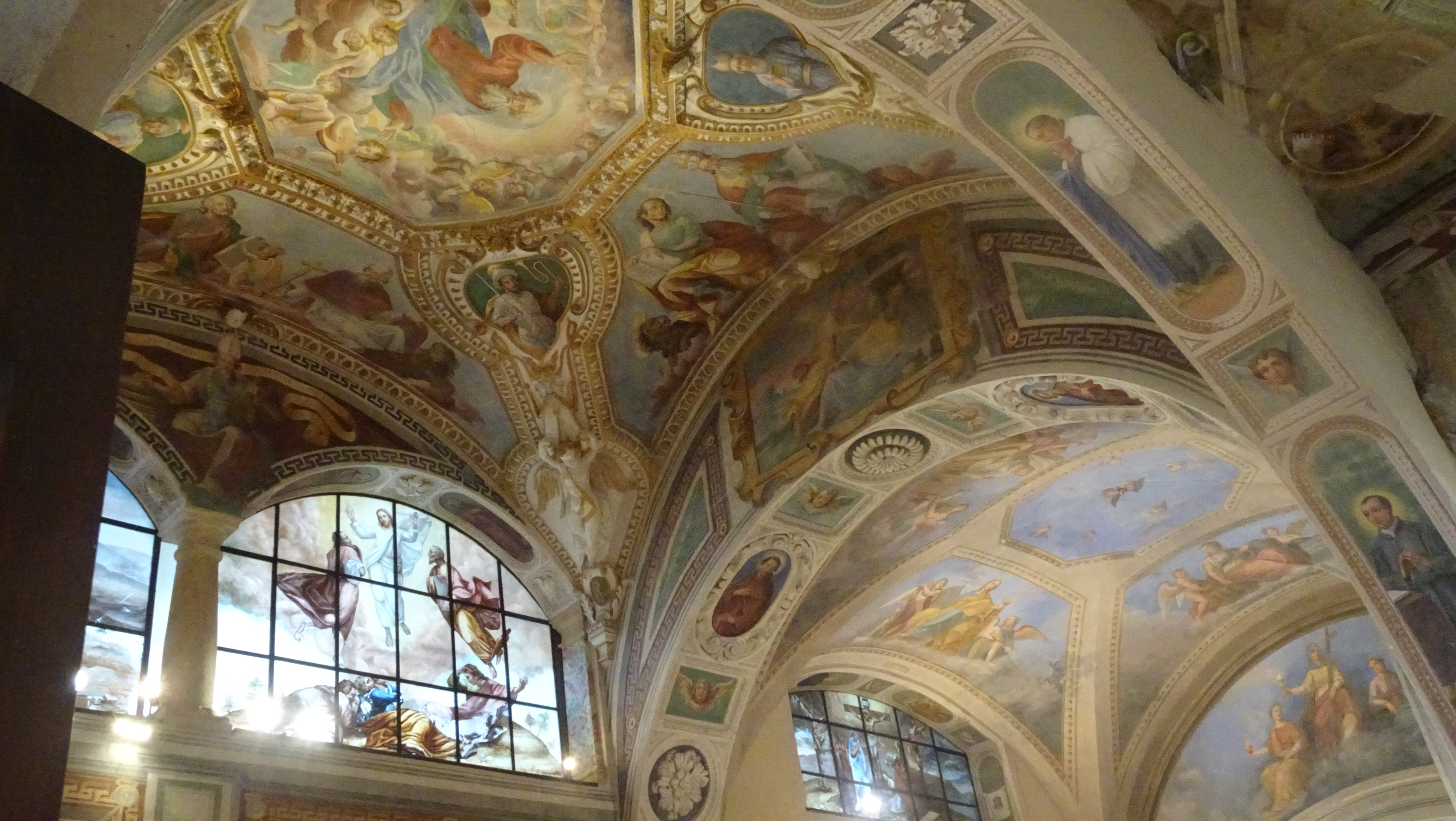
Wnętrze kościoła w kompleksie Pustelni Świętej Katarzyny
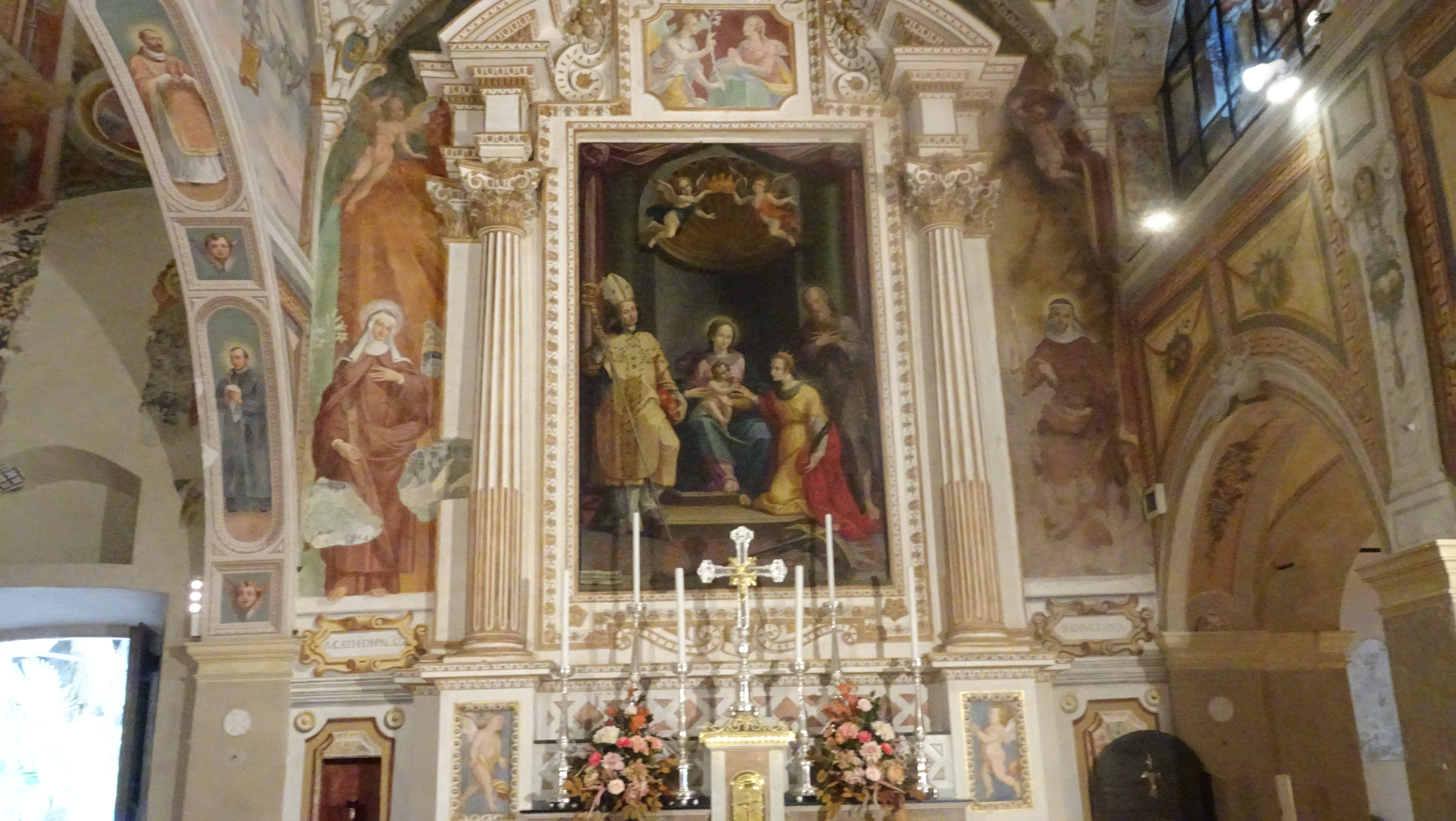
Ołtarz główny w kościele w kompleksie Pustelni Świętej Katarzyny
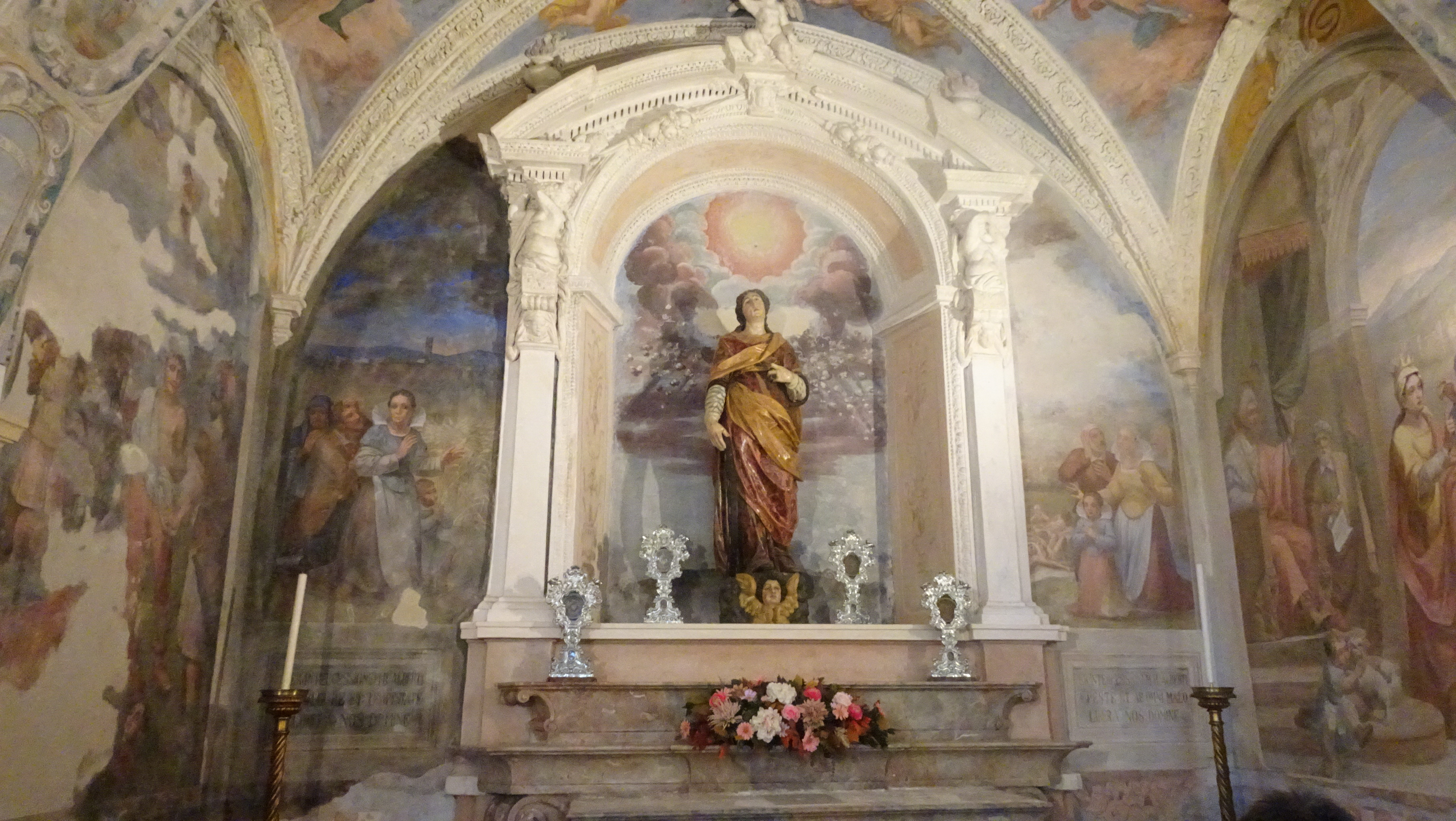
Ołtarz i figura św. Katarzyny w kościele w kompleksie Pustelni Świętej Katarzyny
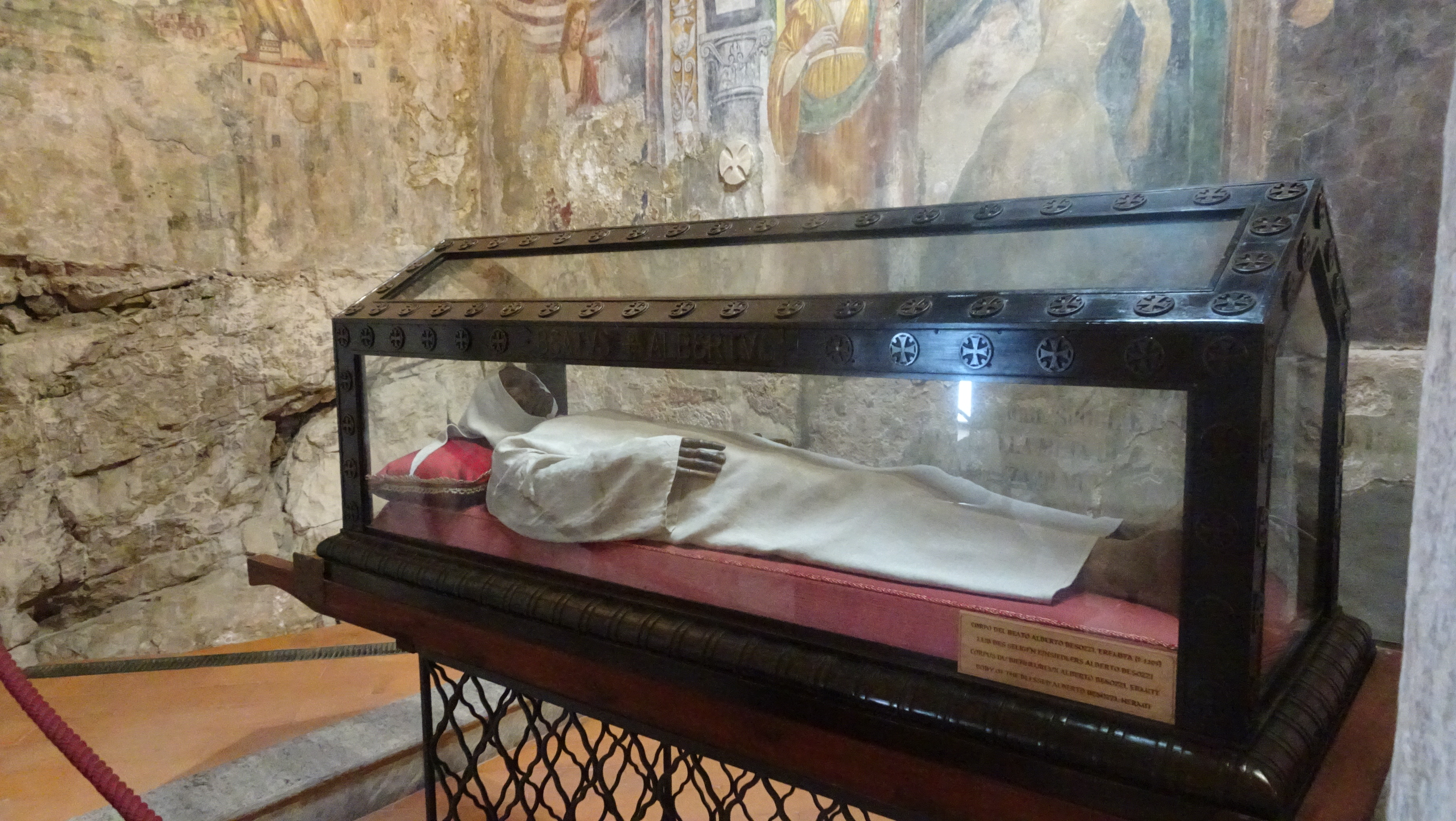
Symboliczna figura (wykonana z drewna) błogosławionego Alberto Besozziego

## Dostęp
Do pustelni można dojść pieszo po schodach lub dopłynąć statkiem lub łódką od strony jeziora Maggiore, ze Stresy.

## Strony internetowe
- L’eremo di Santa Caterina del Sasso
- Eremo di Santa Caterina del Sasso (Lago Maggiore)
- Alla scoperta dell’Eremo di Santa Caterina del Sasso, con Chiara Pirovano
- L’Eremo di Santa Caterina riapre: „È il posto più bello del mondo”
- LagoMaggiore.net